# Hillsong Worship
Hillsong Worship (anteriormente Hillsong Live) é um grupo australiano de louvor & adoração, formado em 1983 na Hillsong Church, em Sydney, Austrália. A banda tem alguns membros notáveis, incluindo Darlene Zschech, Marty Sampson, Brooke Ligertwood, Reuben  Morgan, and Joel Houston. O grupo foi chamado de Hillsong Live, até junho de 2014, quando recebeu o nome de Hillsong Worship.

## História
O grupo cristão de adoração Hillsong surgiu da Hillsong Church da Austrália, um ministério pentecostal do noroeste de Sydney. Fundada em agosto de 1983 pelos nativos neozelandeses Brian e Bobbie Houston, a Hillsong Church foi primeiramente conhecida como Hills Christian Life Center. Na fundação, a congregação contava com apenas 45 membros, mas cresceu para 900 em quatro anos. Como o ministério de música da igreja evoluiu, em 1986 os Houstons fundaram a Hillsong Conference, um evento anual criado para ensinar e consolidar músicos cristãos contemporâneos. Um CD ao vivo lançado sob o nome de Hillsong Live (mais tarde renomeado de Hillsong Worship) intitulado The Power of Your Love foi lançado em 1992, apresentando os líderes de louvor Geoff Bullock e Darlene Zschech. No final da década, a marca Hillsong era tão conhecida que, em 1999, os Houstons renomearam a igreja também. Apesar de várias controvérsias que fizeram com que a igreja se tornasse um pára-raios por suas fortes posições políticas, o carro-bomba avançou e, em 2004, o lançamento ao vivo de Hillsong Worship, For All You've Done, ficou no topo das paradas pop australianas. Um ano depois, mais de 30.000 pessoas participaram da Hillsong Conference, em julho. No início de 2006, os Houstons contavam com mais de 19.000 membros participando dos cultos semanalmente.
Enquanto a série Hillsong Worship tornou-se um marco anual, lançando músicas gravadas anualmente na Hillsong Conference, surgiu a Hillsong United, que começou como uma banda do ministério da juventude da igreja. Originalmente apelidada de United Live, o grupo foi liderado primeiramente pelos líderes de louvor Reuben Morgan e Marty Sampson. Em sua estreia, em 1999, com o álbum Everyday, a banda estabeleceu seu modelo criativo: cada álbum foi gravado ao vivo na conferência anual de outubro Encounterfest, permitindo contribuições de vários membros da igreja, amigos e apoiadores, incluindo a da cantora popular cristã Brooke Fraser, e lançado os álbuns no início do ano seguinte. Quando Morgan deixou o United Live em 2002 para iniciar uma carreira solo, o filho de Houstons, Joel, assumiu o lugar, o que levou a mudança de nome para Hillsong United. Nos anos que se seguiram, a popularidade deles se tornou uma bola de neve nos dois lados do equador, com o United We Stand, lançado em 2006 emergindo como o LP cristão campeão de vendas do ano no varejo canadense. Todos os álbuns posteriores obtiveram tiveram sucesso, como os álbuns Zion, lançado em 2013, Empires, lançado em 2015 e Wonder, lançado em 2017.
Nos anos 2010's, a música da Hillsong continuou a florescer enquanto a igreja se expandia para outros locais em todo o mundo. As duas principais marcas musicais da igreja começaram a se misturar à medida que as capas de álbuns apareciam simplesmente com o nome Hillsong. Outras séries populares que surgiram pela bandeira Hillsong são a Hillsong Chapel e a Hillsong Young & Free. Consistentemente popular na Austrália, Hillsong também alcançou grande popularidade nos EUA, com álbuns como God Is Able de 2010, Cornerstone, de 2012, que se tornou um divisor de águas na música cristã contemporânea mundial, também No Other Name de 2014, Open Heaven / River Wild de 2015 e Let There Be Light de 2016 que ficou no topo das paradas da Billboard Christian e geralmente alcançando também os escalões superiores das paradas pop. Em 2017, foi lançado o EP de seis faixas, What a Beautiful Name, com o single da faixa título cantado por Brooke Ligertwood. O lançamento do álbum There Is More, gravado ao vivo em Sydney, na Austrália, em 2017, aconteceu um ano depois e contou com a faixa "Who You Say I Am".
Hillsong Worship lançou seu primeiro álbum, Spirit and Truth, em 1988. Então, Show Your Glory em 1990, The Power of Your Love em 1992, Stone's Been Rolled Away em 1993, People Just Like Us em 1994, Friends in High Places em 1995, God Is in the House em 1996, All Things Are Possible em 1997, Touching Heaven Changing Earth em 1998, By Your Side em 1999, For This Cause em 2000, You Are My World em 2001, Blessed em 2002, Hope em 2003, For All You've Done em 2004, God He Reigns em 2005, Mighty to Save em 2006, Saviour King em 2007, This Is Our God em 2008, Faith + Hope + Love em 2009, A Beautiful Exchange em 2010, God Is Able em 2011, Cornerstone em 2012,Glorious Ruins em 2013, No Other Name, o primeiro álbum como Hillsong Worship, em 2014, Open Heaven / River Wild em 2015, Let There Be Light em 2016, The Peace Project em 2017 e There Is More em 2018. Todos os álbuns do grupo desde 2004 foram premiados na Austrália. O grupo também viu doze de seus álbuns nas paradas da revista Billboard, onde houve colocações nas paradas Christian Albums e Heatseekers Albums, com For All You've Done, God He Reigns e Mighty To Save. Os álbuns Saviour King, This Is Our God, Faith + Hope + Love, A Beautiful Exchange, God Is Able, Cornerstone, Glorious Ruins, No Other Name, Open Heaven / River Wild e Let There Be Light estão nas paradas da Billboard 200 e da Christian Albums. Dois de seus álbuns, For All You've Done e Open Heaven / River Wild, alcançaram o número um no Australian ARIA Albums Chart. Em 2018, Hillsong Worship ganhou o prêmio Grammy de Melhor Música Cristã Contemporânea com "What a Beautiful Name".

## Membros
Em outubro de 2017, Brooke Ligertwood foi nomeada para liderar a banda.
Os seguintes membros foram ou são atualmente membros da Hillsong Worship:
- Annie Garratt
- Aodhan King
- Ben Fielding
- Benjamin Hastings
- Brooke Fraser Ligertwood
- David Ware
- Hannah Hobbs
- Jad Gillies
- Joel Houston
- Jonathon "JD" Douglass
- Laura Toggs
- Matt Crocker
- Melodie Wagner
- Renee Sieff
- Reuben Morgan
- Taya Smith
- Tyler Douglass

## Músicos
- Autumn Starra - piano
- Daniel McMurray - bateria, percussão
- Jarryd Scully - guitarra, violão
- Matt Tennikoff - baixo
- Nathan Hughes - piano, sintetizadores, rhodes
- Nigel Hendroff - guitarra, violão
- Peter James - piano, sintetizadores

## Ex-membros
- Darlene Zschech
- Geoff Bullock
- Marty Sampson
- Miriam Webster

## Discografia

### Série Principal
- Spirit and Truth (1988)
- Show Your Glory (1990)
- The Power of Your Love (1992)
- Stone's Been Rolled Away (1993)
- People Just Like Us (1994)
- Friends in High Place (1995)
- God Is in the House (1996)
- All Things Are Possible (1997)
- Touching Heaven Changing Earth (1998)
- By Your Side (1999)
- For This Cause (2000)
- You Are My World (2001)
- Blessed (2002)
- Hope (2003)
- For All You've Done (2004)
- God He Reigns (2005)
- Mighty to Save (2006)
- Saviour King (2007)
- This Is Our God (2008)
- Faith + Hope + Love (2009)
- A Beautiful Exchange (2010)
- God Is Able (2011)
- Cornerstone (2012)
- Glorious Ruins (2013)
- No Other Name (2014)
- Open Heaven / River Wild (2015)
- Let There Be Light (2016)
- The Peace Project (2017)
- There Is More (2018)
- Awake (2019)
- Take Heart (Again) (2020)
- These Same Skies (2021)
- Team Night (2022)

### Álbuns de Natal
- Christmas (2001)
- Celebrating Christmas (2005)
- Born is the King (2011)
- The Peace Project (2017)

### Álbuns Instrumentais
- The Secret Place (1999)
- Forever (2003)

### Série "Worship"
- Simply Worship (1996)
- Simply Worship 2 - Shadow of your wings (1997)
- Simply Worship 3 - You shine (1998)
- Overwhelmed (2000)
- Amazing Love (2003)
- Faithful (2004)
- Songs for Communion (2005)

### Coletâneas
- Hills Praise (1997)
- Shout to the Lord: The Platinum Collection (2000)
- Extravagant Worship: The songs of Darlene Zschech (2002)
- Extravagant Worship: The songs of Reuben Morgan (2002)
- Shout to the Lord 2: The Platinum Collection, Vol. 2 (2003)
- Ultimate Worship - Volume 1 (2005)
- Ultimate Worship - Volume 2 (2008)

### Outros álbuns ao vivo
- Shout to the Lord (1996)
- UP: Unified Praise (2004) - gravado ao vivo junto com a banda Delirious?